# Franciszków (Skierniewice)
Pour les articles homonymes, voir Franciszków.
Franciszków est une localité polonaise de la gmina de Kowiesy, située dans le powiat de Skierniewice en voïvodie de Łódź.